# Санта-Куэва-де-Ковадонга

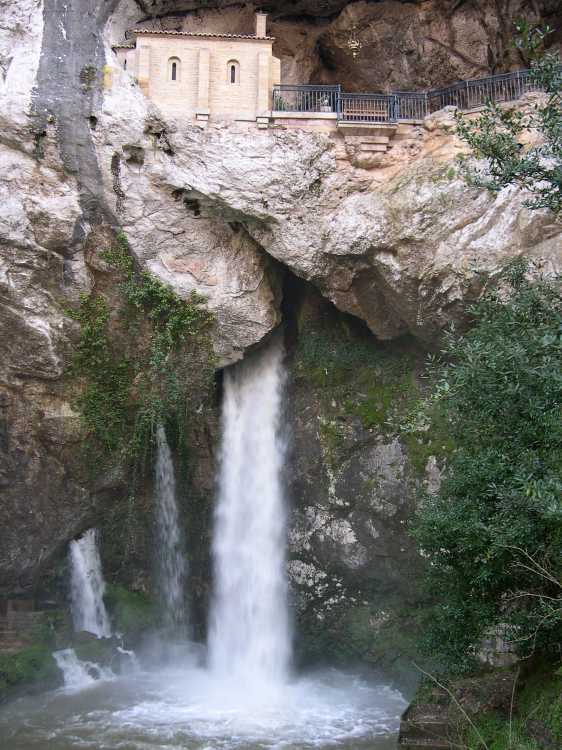
Санта-Куэва-де-Ковадонга

Санта-Куэва-де-Ковадонга (исп. Santa Cueva de Covadonga) — католическая церковь в Астурии на севере Испании. Построена в ущелье Ковадонга в горах Пикос-де-Эуропа в муниципалитете Кангас-де-Онис. Название «Ковадонга» переводится как «Ущелье Богоматери». В 718 году здесь произошла знаменитая битва при Ковадонге, которая положила конец продвижению арабов на север Пиренейского полуострова.

## Королевский пантеон
В первые годы после того как арабы изгнали вестготов с родных земель, и те, кому удалось бежать на север, обосновались в Астурии, ущелье Ковадонга превратилось в пантеон, где погребали членов королевских семей. Здесь находятся могилы Пелайо, его жены Гаудиосы и сестры, Альфонсо I и ещё несколько надгробных камней.